# Castrillo de Onielo (kommun)
Castrillo de Onielo är en kommun i Spanien.   Den ligger i provinsen Provincia de Palencia och regionen Kastilien och Leon, i den centrala delen av landet, 170 km norr om huvudstaden Madrid. Antalet invånare är 121.